# Yunmeng Shan
Yunmeng Shan (kinesiska: 云蒙山) är ett berg i Kina. Det ligger i storstadsområdet Peking, i den norra delen av landet, omkring 76 kilometer norr om stadskärnan. Toppen på Yunmeng Shan är 1 395 meter över havet, eller 764 meter över den omgivande terrängen. Bredden vid basen är 17,5 km.
Runt Yunmeng Shan är det ganska tätbefolkat, med 207 invånare per kvadratkilometer. Närmaste större samhälle är Xitiangezhuang, 18,7 km söder om Yunmeng Shan. I omgivningarna runt Yunmeng Shan växer i huvudsak blandskog.
Genomsnittlig årsnederbörd är 693 millimeter. Den regnigaste månaden är juli, med i genomsnitt 184 mm nederbörd, och den torraste är januari, med 3 mm nederbörd.